# Keo Phim Fa
Nang Keo Phim Fa (ursprünglich Keo Kumanne; auch Keo Phimpha oder Pimpha; voller Thronname Somdet Brhat-Anya Sadu Chao Nying Kaeva Bhima Fa Mahadevi; * 1343 in Sawa; † 1438 in Pha Dieo) war in den letzten Monaten ihres langen Lebens Königin von Lan Chang und Nachfolgerin von König Kham Koert (reg. 1436 bis 1438).

## Leben
Keo Phim Fa war die älteste Schwester von König Samsaenthai. In ihrer Jugend war sie offenbar eine große Schönheit, doch trat mit zunehmendem Alter ihre Grausamkeit hervor. In den letzten zwanzig Jahren wurde sie durch zahlreiche Intrigen und Morde zur Königsmacherin. 1438 bestieg sie schließlich selbst den Thron. Der Ministerrat wurde schnell ihrer politischen Ränkespiele müde und entmachtete sie. Zusammen mit ihrem Großneffen, Wiang Pha (Senapati Luang von Xiang Lor), den sie geheiratet hatte, wurde sie in der Wildnis bei Pha Dieo ausgesetzt. Sie starben dort an Unterernährung oder wurden von wilden Tieren verspeist.
Insgesamt fielen ihr die Könige Phommathat, Yukhon und Khamtam zum Opfer. Nach Keo Phim Fa regierte eine Gruppe weiser Männer das Reich, bis 1441 der jüngste Sohn von Samsaenthai, Prinz Sai Tia Kaphut, den Thron bestieg.